# Parlement van Afghanistan
Het Parlement van Afghanistan is de Afghaanse nationale wetgevende macht. Afghanistan heeft een tweekamerstelsel, bestaande uit de onderstaande kamers:
- Wolesi Jirga (Pasjtoe: ولسي جرګه) ofwel, het Huis van het Volk: een lagerhuis met 250 leden.
- Mesherano Jirga (Pasjtoe: مشرانوجرګه)) ofwel, het Huis van de Ouderen: een hogerhuis met 102 leden.

Een nieuwe parlementsgebouw wordt gebouwd in Kabul met Indiase hulp. De voormalige koning van Afghanistan, Mohammed Zahir Shah, heeft de eerste steen gelegd voor het nieuwe parlementsgebouw op 29 augustus 2005.